# Kai (född 1994)
Kim Jong-in (hangul: 김종인), mer känd under artistnamnet Kai (hangul: 카이), född 14 januari 1994 i Suncheon i Södra Jeolla, är en sydkoreansk sångare, dansare och skådespelare. Han är medlem i de sydkoreanska pojkbanden Exo och SuperM, där hans mest framträdande roll är som dansare. Han debuterade som soloartist 2020 med EP:n Kai.

## Biografi
Kai började dansa som åttaåring, till en början jazzdans och senare balett. Han antogs av agenturen SM Entertainment 2007. När medlemmarna i SM Entertainments nybildade pojkband Exo offentliggjordes mellan december 2011 och februari 2012 var Kai den första som presenterades, 23 december 2011. Kai och tre andra medlemmar från gruppen gjorde sitt första TV-framträdande i Gayo Daejeon på SBS 29 december 2011. Kai tillhörde Exos delgrupp Exo-K, som gjorde sin officiella debut i musikprogrammet Inkigayo på SBS 8 april 2012, varefter Exos debutalbum Mama släpptes 12 april.
SM bildade dansgruppen Younique Unit som en del av ett samarbete med biltillverkaren Hyundai 2012. Gruppen bestod av sex av SM:s artister kända för sin danstalang, däribland Kai och Luhan från Exo. Younique Unit gjorde singeln ”Maxstep”, som var samarbetets låt för Hyundais Veloster-modell. Singeln och musikvideon med dansframträdandet släpptes 31 oktober 2012. I december 2012 medverkade Kai i dansgruppen SM The Performance, en grupp med sex medlemmar, inkluderande Kai och Lay från Exo. Gruppen framträdde i Gayo Daejun på SBS 29 december med singeln "Spectrum", som var en remix av Zedds låt med samma namn. Singeln släpptes följande dag, 30 december 2012.
18 augusti 2014 utkom Taemins album Ace, på vilket Kai medverkade i låten "Pretty Boy".
Kai gjorde sin officiella skådespelardebut med huvudrollen i webbdramat Choco Bank 2016. Senare samma år medverkade han i två avsnitt av webbdramat Seven First Kisses. Under 2017 spelade han den manliga huvudrollen i dramat Andante på KBS samt i den japanska dramaserien Spring Has Come, baserad på en roman av Kuniko Mukōda. 2018 medverkade han i dramat The Miracle We Met på KBS. Under avslutningsceremonin för 2018 års vinterolympiad i Pyeongchang framförde Kai en solodans klädd i traditionella koreanska kläder.
I augusti 2019 offentliggjordes Kai som en av medlemmarna i SM Entertainments nybildade supergrupp SuperM, bestående av sju av bolagets redan etablerade artister och avsedd att huvudsakligen marknadsföras i USA. Gruppen debuterade med EP:n SuperM 4 oktober 2019 och gjorde sitt debutframträdande utanför Capitol Records Tower i Hollywood följande dag. I september 2019 blev Kai den första koreanska Gucci-ambassadören.
Kais första soloskiva, EP:n Kai med singeln "Mmmh", utkom 30 november 2020. Kai nådde tredje plats på den nationella musiklistan Gaon och sålde över 250 000 exemplar i Sydkorea, motsvarande platina enligt Gaons kriterier.

## Diskografi

### EP
- 2020 – Kai (开)

### Singel
- 2020 – "Mmmh", från EP:n Kai

### Övrigt

#### Som huvudartist
Sololåtar utgivna på Exos livealbum
- 2014 – "Deep Breath"
- 2019 – "I See You"

#### Som medverkande artist
- 2012 – "Maxstep", som del av Younique Unit
- 2014 – "Pretty Boy", med Taemin, på Taemins EP Ace

## Filmografi

### Dramaserier
- 2012 – To The Beautiful You[a] (cameoroll)[25]
- 2015 – Exo Next Door[b][26]
- 2016 – Choco Bank
- 2016 – Seven First Kisses[c]
- 2017 – Andante
- 2017 – Spring Has Come[d]
- 2018 – The Miracle We Met[e]

### TV-serier
- 2018 – Under Nineteen[27]